# Pterotricha lesserti
Pterotricha lesserti är en spindelart som beskrevs av Raymond Comte de Dalmas 1921. Pterotricha lesserti ingår i släktet Pterotricha och familjen plattbuksspindlar. Inga underarter finns listade i Catalogue of Life.